# Alex Steinweiss
Alexander "Alex" Steinweiss, född 24 mars 1917 i Brooklyn, New York, död 18 juli 2011 i Sarasota, Florida, var en amerikansk grafisk formgivare, känd för att ha "upptäckt" och utvecklat skivomslaget som koncept.
Steinweiss anställdes 1939 som designer för skivbolaget Columbia Records. På den tiden var nästan alla skivomslag bildlösa papperskonvolut med ett hål i mitten. Steinwess införde den designade bilden som försäljningsidé. Hans första omslag, gjort för ett album med Rogers och Hart-melodier, bidrog till att försäljningen ökade med 894 procent.